# Pécsi járás
A Pécsi járás Baranya vármegyéhez tartozó járás Magyarországon, amely 2013-ban jött létre. Székhelye Pécs. Területe 623,07 km², népessége     178 968 fő, népsűrűsége 304 fő/km² volt a 2014. évi adatok szerint. Két város (Pécs és Kozármisleny) és 38 község tartozik hozzá.

## Települései
A járás települései:
| Település     | Rang                                         | Kistérség (2013. január 1.) | Népesség (2014. január 1.) | Terület (km²) |
| ------------- | -------------------------------------------- | --------------------------- | -------------------------- | ------------- |
| Pécs          | megyeszékhely megyei jogú város régióközpont | Pécsi                       | 146 581                    | 162,77        |
| Kozármisleny  | város                                        | Pécsi                       | 5 977                      | 14,45         |
| Abaliget      | község                                       | Pécsi                       | 623                        | 16,09         |
| Aranyosgadány | község                                       | Pécsi                       | 358                        | 8,26          |
| Áta           | község                                       | Pécsi                       | 166                        | 8,09          |
| Bakonya       | község                                       | Pécsi                       | 328                        | 15,07         |
| Berkesd       | község                                       | Pécsváradi                  | 892                        | 19,04         |
| Birján        | község                                       | Pécsi                       | 486                        | 9,07          |
| Bogád         | község                                       | Pécsi                       | 1 026                      | 7,84          |
| Bosta         | község                                       | Pécsi                       | 138                        | 5,95          |
| Cserkút       | község                                       | Pécsi                       | 598                        | 6,67          |
| Egerág        | község                                       | Pécsi                       | 954                        | 13,01         |
| Ellend        | község                                       | Pécsi                       | 195                        | 7,99          |
| Görcsöny      | község                                       | Pécsi                       | 1 542                      | 18,52         |
| Gyód          | község                                       | Pécsi                       | 636                        | 3,25          |
| Hosszúhetény  | község                                       | Komlói                      | 3 414                      | 45,27         |
| Husztót       | község                                       | Pécsi                       | 59                         | 6,75          |
| Keszü         | község                                       | Pécsi                       | 1 239                      | 7,31          |
| Kisherend     | község                                       | Pécsi                       | 196                        | 6,92          |
| Kovácsszénája | község                                       | Pécsi                       | 60                         | 7,83          |
| Kökény        | község                                       | Pécsi                       | 611                        | 4,9           |
| Kővágószőlős  | község                                       | Pécsi                       | 1 227                      | 18,25         |
| Kővágótöttös  | község                                       | Pécsi                       | 320                        | 13,94         |
| Lothárd       | község                                       | Pécsi                       | 236                        | 10,46         |
| Magyarsarlós  | község                                       | Pécsi                       | 269                        | 8,03          |
| Nagykozár     | község                                       | Pécsi                       | 1 949                      | 11,46         |
| Ócsárd        | község                                       | Pécsi                       | 390                        | 12,66         |
| Orfű          | község                                       | Pécsi                       | 1 022                      | 32,15         |
| Pécsudvard    | község                                       | Pécsi                       | 758                        | 8,43          |
| Pellérd       | község                                       | Pécsi                       | 2 275                      | 20,93         |
| Pereked       | község                                       | Pécsváradi                  | 150                        | 6,74          |
| Pogány        | község                                       | Pécsi                       | 1 180                      | 11,55         |
| Regenye       | község                                       | Pécsi                       | 165                        | 6,15          |
| Romonya       | község                                       | Pécsi                       | 491                        | 7,07          |
| Szalánta      | község                                       | Pécsi                       | 1 146                      | 17,08         |
| Szemely       | község                                       | Pécsi                       | 418                        | 9,47          |
| Szilágy       | község                                       | Pécsváradi                  | 246                        | 11,55         |
| Szilvás       | község                                       | Pécsi                       | 155                        | 6,04          |
| Szőke         | község                                       | Pécsi                       | 130                        | 6,48          |
| Szőkéd        | község                                       | Pécsi                       | 362                        | 9,58          |

## Története
A Pécsi járás a járások 1983-as megszüntetése előtt is létezett, 1978 végén szűnt meg, és székhelye az állandó járási székhelyek kijelölése (1886) óta mindvégig Pécs volt.
Az 1990-es évek elejétől kezdve több szakaszban alakították ki Magyarországon a kistérségeket. Mintegy két évtizedig a terület a Pécsi kistérséghez tartozott. 2013. január 1.-től az újjáalakuló Pécsi járás lépett a kistérség helyébe.

## Fekvése
A járás területe a Mecsek hegységre, a Pécsi-síkságra és a Baranyai-dombságra terjed ki. A járáshoz tartozó települések a pécsi agglomeráció részei. A terület a Mecsek hegység nyugati részének egy részét is magába foglalja. Ez nagyrészt dombsági táj, amelynek felszíne északkelet felé a Geresdi-dombságba megy át, délről a Villányi-hegység határolja. Délnyugat felé a pécsi síkságba torkollik a járás. A terület éghajlati szempontból kedvező pozícióban van. A napsütéses órák száma viszonylag magas (2000 óra fölötti), a csapadékeloszlás egyenletes, a Mecsek hatásai miatt szélsőségektől mentes, szubmediterrán jellegű. Ez a terület mind felszíni, mind felszín alatti vizekben gazdag. Találhatók itt termálvizek, mesterséges tavak, horgásztavak, viszont természetes állóvíz a térségben nem található.

## Nevezetességei
A területen több mesterséges tavat alakítottak ki. az Orfűi-tó, Pécsi-tó, Hermann Ottó-tó, Kovácsszénájai-tó, az Abaligeti tavak, a Pogányi tó, a Malomvölgyi-tó és a Pellérdi halastavak üdülési és sportcélokat szolgálják. A járás területén két természetvédelmi körzet van: a Nyugat-Mecsek Tájvédelmi Körzet és a Kelet-Mecsek Tájvédelmi Körzet. A pécsi járás olyan nevezetességekkel büszkélkedhetett, amelyek fel
kerültek többek között az UNESCO világörökségi listájára (Ókeresztény sírkamrák), amely komoly turisztikai vonzerőt jelentett. Pécs város történelmi épületei, a barbakán, a dzsámi, a Pécsi székesegyház, a Széchenyi tér, Zsolnay Kulturális Negyed, a Király utca szintén nemzetközi jelentőségűek.